# ألعاب القوى في الألعاب البارالمبية الصيفية 2020
أقيمت منافسات ألعاب القوى في الألعاب البارالمبية الصيفية 2020 في الملعب الوطني في طوكيو. وشهدت المنافسات ما مجموعه 167 فعالية ميداليات: 93 للرجال، و73 للسيدات، وفعالية واحدة مختلطة. وكانت هذه أكبر رياضة في برنامج الألعاب فيما يتعلق بأعداد الرياضيين وفعاليات الميداليات المقررة. 
تم تأجيل دورة الألعاب الأولمبية والبارالمبية الصيفية 2020 إلى عام 2021 بسبب جائحة كوفيد-19. لكنهما احتفظا باسم 2020 وعقدا بدلاً من ذلك من 24 أغسطس إلى 5 سبتمبر 2021.  

## التصنيف والفعاليات
يُمنح للرياضيين المشاركين تصنيفًا يعتمد على مدى إعاقاتهم (يشير الحرف T إلى فعالية المضمار، بينما يشير F إلى فعاليات الميدان). ويُصنفون إلى سبعة فئات مختلفة:  
- T/F11-13: الرياضيون المكفوفون (11) وضعاف البصر (12-13)؛ غالبًا ما يركض الرياضيون في المضمار مع مرشد.
- T/F20: الرياضيون الذين يعانون من إعاقة ذهنية.
- 31-38: الرياضيون الذين يعانون من الشلل الدماغي أو الاضطرابات المشابهة الأخرى. 31-34 لفعاليات الكراسي المتحركة و35-38 لفعاليات الجري.
- F40-41: Les Autres - مخصصة بشكل خاص للرياضيين الذين يعانون من التقزم.
- 42-47: الرياضيون الذين يعانون من بتر الأطراف. في الفعاليات الميدانية، يتنافس بعض الرياضيين في فعاليات الجلوس.
- T/F 51-58: الرياضيون الذين يعانون من إصابة في النخاع الشوكي أو إعاقة. في الفعاليات الميدانية، يتنافس معظم الرياضيين في فعاليات الجلوس.
- T/F 61-64: الرياضيون الذين لديهم طرف اصطناعي بسبب نقص الأطراف واختلاف طول الساقين.
- RR1، RR2، RR3 الرياضيون الذين يعانون من ضعف شديد في العضلات (فرط التوتر العضلي، الرنح، الكنع) يتنافسون في فعاليات سباق الجري (RaceRunning).

### جدول ملخص الفعاليات
| التصنيفالفعالية | ضعف البصر | ضعف البصر | ضعف البصر | ID  | الرياضيون المصابون بالشلل الدماغي T32-34 كرسي متحرك : T35-38 القدرة على المشي | الرياضيون المصابون بالشلل الدماغي T32-34 كرسي متحرك : T35-38 القدرة على المشي | الرياضيون المصابون بالشلل الدماغي T32-34 كرسي متحرك : T35-38 القدرة على المشي | الرياضيون المصابون بالشلل الدماغي T32-34 كرسي متحرك : T35-38 القدرة على المشي | الرياضيون المصابون بالشلل الدماغي T32-34 كرسي متحرك : T35-38 القدرة على المشي | الرياضيون المصابون بالشلل الدماغي T32-34 كرسي متحرك : T35-38 القدرة على المشي | الرياضيون المصابون بالشلل الدماغي T32-34 كرسي متحرك : T35-38 القدرة على المشي | RG  | RG  | الرياضيون مبتورو الأطراف | الرياضيون مبتورو الأطراف | الرياضيون مبتورو الأطراف | الرياضيون مبتورو الأطراف | الرياضيون مبتورو الأطراف | الرياضيون مبتورو الأطراف | رياضيو الكراسي المتحركة إصابات العمود الفقري | رياضيو الكراسي المتحركة إصابات العمود الفقري | رياضيو الكراسي المتحركة إصابات العمود الفقري | رياضيو الكراسي المتحركة إصابات العمود الفقري | رياضيو الكراسي المتحركة إصابات العمود الفقري | رياضيو الكراسي المتحركة إصابات العمود الفقري | رياضيو الكراسي المتحركة إصابات العمود الفقري | الرياضيون الذين يستخدمون الأطراف الاصطناعية | الرياضيون الذين يستخدمون الأطراف الاصطناعية | الرياضيون الذين يستخدمون الأطراف الاصطناعية | الرياضيون الذين يستخدمون الأطراف الاصطناعية |
| --------------- | --------- | --------- | --------- | --- | ----------------------------------------------------------------------------- | ----------------------------------------------------------------------------- | ----------------------------------------------------------------------------- | ----------------------------------------------------------------------------- | ----------------------------------------------------------------------------- | ----------------------------------------------------------------------------- | ----------------------------------------------------------------------------- | --- | --- | ------------------------ | ------------------------ | ------------------------ | ------------------------ | ------------------------ | ------------------------ | -------------------------------------------- | -------------------------------------------- | -------------------------------------------- | -------------------------------------------- | -------------------------------------------- | -------------------------------------------- | -------------------------------------------- | ------------------------------------------- | ------------------------------------------- | ------------------------------------------- | ------------------------------------------- |
| التصنيفالفعالية | T11       | T12       | T13       | T20 | T32                                                                           | T33                                                                           | T34                                                                           | T35                                                                           | T36                                                                           | T37                                                                           | T38                                                                           | T40 | T41 | T42                      | T43                      | T44                      | T45                      | T46                      | T47                      | T51                                          | T52                                          | T53                                          | T54                                          | T55                                          | T56                                          | T57                                          | T61                                         | T62                                         | T63                                         | T64                                         |
| التصنيفالفعالية | F11       | F12       | F13       | F20 | F32                                                                           | F33                                                                           | F34                                                                           | F35                                                                           | F36                                                                           | F37                                                                           | F38                                                                           | F40 | F41 | F42                      | F43                      | F44                      | F45                      | F46                      | F47                      | F51                                          | F52                                          | F53                                          | F54                                          | F55                                          | F56                                          | F57                                          | F61                                         | F62                                         | F63                                         | F64                                         |
| فعاليات المضمار |           |           |           |     |                                                                               |                                                                               |                                                                               |                                                                               |                                                                               |                                                                               |                                                                               |     |     |                          |                          |                          |                          |                          |                          |                                              |                                              |                                              |                                              |                                              |                                              |                                              |                                             |                                             |                                             |                                             |
| سباق 100 متر    | ●         | ●         | ●         |     |                                                                               | ●                                                                             | ●                                                                             | ●                                                                             | ●                                                                             | ●                                                                             | ●                                                                             |     |     |                          |                          |                          | >>                       | >>                       | ●                        | ●                                            | ●                                            | ●                                            | ●                                            |                                              |                                              |                                              |                                             |                                             | ●                                           | ●                                           |
| سباق 200 متر    |           |           |           |     |                                                                               |                                                                               |                                                                               | ●                                                                             |                                                                               | ●                                                                             |                                                                               |     |     |                          |                          |                          |                          |                          |                          | ●                                            |                                              |                                              |                                              |                                              |                                              |                                              | ●                                           |                                             |                                             | ●                                           |
| سباق 400 متر    | ●         | ●         | ●         | ●   |                                                                               |                                                                               |                                                                               |                                                                               | ●                                                                             | ●                                                                             | ●                                                                             |     |     |                          |                          |                          | >>                       | >>                       | ●                        | >>                                           | ●                                            | ●                                            | ●                                            |                                              |                                              |                                              |                                             | ●                                           |                                             |                                             |
| سباق 800 متر    |           |           |           |     |                                                                               | >>                                                                            | ●                                                                             |                                                                               |                                                                               |                                                                               |                                                                               |     |     |                          |                          |                          |                          |                          |                          |                                              |                                              | ●                                            | ●                                            |                                              |                                              |                                              |                                             |                                             |                                             |                                             |
| سباق 1500 متر   | ●         | >>        | ●         | ●   |                                                                               |                                                                               |                                                                               |                                                                               |                                                                               | >>                                                                            | ●                                                                             |     |     |                          |                          |                          | >>                       | ●                        |                          | >>                                           | ●                                            | >>                                           | ●                                            |                                              |                                              |                                              |                                             |                                             |                                             |                                             |
| سباق 5000 متر   | ●         | >>        | ●         |     |                                                                               |                                                                               |                                                                               |                                                                               |                                                                               |                                                                               |                                                                               |     |     |                          |                          |                          |                          |                          |                          |                                              |                                              | >>                                           | ●                                            |                                              |                                              |                                              |                                             |                                             |                                             |                                             |
| الماراثون       | >>        | ●         |           |     |                                                                               |                                                                               |                                                                               |                                                                               |                                                                               |                                                                               |                                                                               |     |     |                          |                          |                          | >>                       | ●                        |                          |                                              | >>                                           | >>                                           | ●                                            |                                              |                                              |                                              |                                             |                                             |                                             |                                             |
| فعاليات الميدان |           |           |           |     |                                                                               |                                                                               |                                                                               |                                                                               |                                                                               |                                                                               |                                                                               |     |     |                          |                          |                          |                          |                          |                          |                                              |                                              |                                              |                                              |                                              |                                              |                                              |                                             |                                             |                                             |                                             |
| الوثب العالي    |           |           |           |     |                                                                               |                                                                               |                                                                               |                                                                               |                                                                               |                                                                               |                                                                               |     |     |                          |                          |                          | >>                       | >>                       | ●                        |                                              |                                              |                                              |                                              |                                              |                                              |                                              |                                             |                                             | ●                                           | ●                                           |
| الوثب الطويل    | ●         | ●         | ●         | ●   |                                                                               |                                                                               |                                                                               |                                                                               | ●                                                                             | ●                                                                             | ●                                                                             |     |     |                          |                          |                          | >>                       | >>                       | ●                        |                                              |                                              |                                              |                                              |                                              |                                              |                                              |                                             |                                             | ●                                           | ●                                           |
| رمي الجلة       | ●         | ●         |           | ●   | ●                                                                             | ●                                                                             | ●                                                                             | ●                                                                             | ●                                                                             | ●                                                                             |                                                                               | ●   | ●   |                          |                          |                          | >>                       | ●                        |                          |                                              |                                              | ●                                            | >>                                           | ●                                            | >>                                           | ●                                            | >>                                          |                                             | ●                                           |                                             |
| رمي القرص       | ●         |           |           |     |                                                                               |                                                                               |                                                                               |                                                                               |                                                                               | ●                                                                             |                                                                               |     |     |                          |                          |                          |                          |                          |                          | >>                                           | ●                                            |                                              | >>                                           | >>                                           | ●                                            |                                              |                                             | >>                                          |                                             | ●                                           |
| رمي الرمح       |           | >>        | ●         |     |                                                                               | >>                                                                            | ●                                                                             |                                                                               |                                                                               |                                                                               | ●                                                                             | >>  | ●   |                          |                          |                          | >>                       | ●                        |                          |                                              |                                              | >>                                           | ●                                            |                                              | >>                                           | ●                                            | >>                                          | >>                                          | >>                                          | ●                                           |
| رمي العصا       |           |           |           |     | ●                                                                             |                                                                               |                                                                               |                                                                               |                                                                               |                                                                               |                                                                               |     |     |                          |                          |                          |                          |                          |                          | ●                                            |                                              |                                              |                                              |                                              |                                              |                                              |                                             |                                             |                                             |                                             |

| التصنيفالفعالية | ضعف البصر | ضعف البصر | ضعف البصر | ID  | الرياضيون المصابون بالشلل الدماغي T32-34 كرسي متحرك : T35-38 القدرة على المشي | الرياضيون المصابون بالشلل الدماغي T32-34 كرسي متحرك : T35-38 القدرة على المشي | الرياضيون المصابون بالشلل الدماغي T32-34 كرسي متحرك : T35-38 القدرة على المشي | الرياضيون المصابون بالشلل الدماغي T32-34 كرسي متحرك : T35-38 القدرة على المشي | الرياضيون المصابون بالشلل الدماغي T32-34 كرسي متحرك : T35-38 القدرة على المشي | الرياضيون المصابون بالشلل الدماغي T32-34 كرسي متحرك : T35-38 القدرة على المشي | الرياضيون المصابون بالشلل الدماغي T32-34 كرسي متحرك : T35-38 القدرة على المشي | RG  | RG  | الرياضيون مبتورو الأطراف | الرياضيون مبتورو الأطراف | الرياضيون مبتورو الأطراف | الرياضيون مبتورو الأطراف | الرياضيون مبتورو الأطراف | الرياضيون مبتورو الأطراف | رياضيو الكراسي المتحركة إصابات العمود الفقري | رياضيو الكراسي المتحركة إصابات العمود الفقري | رياضيو الكراسي المتحركة إصابات العمود الفقري | رياضيو الكراسي المتحركة إصابات العمود الفقري | رياضيو الكراسي المتحركة إصابات العمود الفقري | رياضيو الكراسي المتحركة إصابات العمود الفقري | رياضيو الكراسي المتحركة إصابات العمود الفقري | الرياضيون الذين يستخدمون الأطراف الاصطناعية | الرياضيون الذين يستخدمون الأطراف الاصطناعية | الرياضيون الذين يستخدمون الأطراف الاصطناعية | الرياضيون الذين يستخدمون الأطراف الاصطناعية |
| --------------- | --------- | --------- | --------- | --- | ----------------------------------------------------------------------------- | ----------------------------------------------------------------------------- | ----------------------------------------------------------------------------- | ----------------------------------------------------------------------------- | ----------------------------------------------------------------------------- | ----------------------------------------------------------------------------- | ----------------------------------------------------------------------------- | --- | --- | ------------------------ | ------------------------ | ------------------------ | ------------------------ | ------------------------ | ------------------------ | -------------------------------------------- | -------------------------------------------- | -------------------------------------------- | -------------------------------------------- | -------------------------------------------- | -------------------------------------------- | -------------------------------------------- | ------------------------------------------- | ------------------------------------------- | ------------------------------------------- | ------------------------------------------- |
| التصنيفالفعالية | T11       | T12       | T13       | T20 | T32                                                                           | T33                                                                           | T34                                                                           | T35                                                                           | T36                                                                           | T37                                                                           | T38                                                                           | T40 | T41 | T42                      | T43                      | T44                      | T45                      | T46                      | T47                      | T51                                          | T52                                          | T53                                          | T54                                          | T55                                          | T56                                          | T57                                          | T61                                         | T62                                         | T63                                         | T64                                         |
| التصنيفالفعالية | F11       | F12       | F13       | F20 | F32                                                                           | F33                                                                           | F34                                                                           | F35                                                                           | F36                                                                           | F37                                                                           | F38                                                                           | F40 | F41 | F42                      | F43                      | F44                      | F45                      | F46                      | F47                      | F51                                          | F52                                          | F53                                          | F54                                          | F55                                          | F56                                          | F57                                          | F61                                         | F62                                         | F63                                         | F64                                         |
| فعاليات المضمار |           |           |           |     |                                                                               |                                                                               |                                                                               |                                                                               |                                                                               |                                                                               |                                                                               |     |     |                          |                          |                          |                          |                          |                          |                                              |                                              |                                              |                                              |                                              |                                              |                                              |                                             |                                             |                                             |                                             |
| سباق 100 متر    | ●         | ●         | ●         |     |                                                                               | >>                                                                            | ●                                                                             | ●                                                                             | ●                                                                             | ●                                                                             | ●                                                                             |     |     |                          |                          |                          | >>                       | >>                       | ●                        |                                              |                                              | ●                                            | ●                                            |                                              |                                              |                                              |                                             |                                             | ●                                           | ●                                           |
| سباق 200 متر    | ●         | ●         |           |     |                                                                               |                                                                               |                                                                               | ●                                                                             | ●                                                                             | ●                                                                             |                                                                               |     |     |                          |                          |                          | >>                       | >>                       | ●                        |                                              |                                              |                                              |                                              |                                              |                                              |                                              |                                             |                                             |                                             | ●                                           |
| سباق 400 متر    | ●         | ●         | ●         | ●   |                                                                               |                                                                               |                                                                               |                                                                               |                                                                               | ●                                                                             | ●                                                                             |     |     |                          |                          |                          | >>                       | >>                       | ●                        |                                              |                                              | ●                                            | ●                                            |                                              |                                              |                                              |                                             |                                             |                                             |                                             |
| سباق 800 متر    |           |           |           |     |                                                                               | >>                                                                            | ●                                                                             |                                                                               |                                                                               |                                                                               |                                                                               |     |     |                          |                          |                          |                          |                          |                          |                                              |                                              | ●                                            | ●                                            |                                              |                                              |                                              |                                             |                                             |                                             |                                             |
| سباق 1500 متر   | ●         | >>        | ●         | ●   |                                                                               |                                                                               |                                                                               |                                                                               |                                                                               |                                                                               |                                                                               |     |     |                          |                          |                          |                          |                          |                          |                                              |                                              | >>                                           | ●                                            |                                              |                                              |                                              |                                             |                                             |                                             |                                             |
| سباق 5000 متر   |           |           |           |     |                                                                               |                                                                               |                                                                               |                                                                               |                                                                               |                                                                               |                                                                               |     |     |                          |                          |                          |                          |                          |                          |                                              |                                              | >>                                           | ●                                            |                                              |                                              |                                              |                                             |                                             |                                             |                                             |
| الماراثون       | >>        | ●         |           |     |                                                                               |                                                                               |                                                                               |                                                                               |                                                                               |                                                                               |                                                                               |     |     |                          |                          |                          |                          |                          |                          |                                              |                                              | >>                                           | ●                                            |                                              |                                              |                                              |                                             |                                             |                                             |                                             |
| فعاليات الميدان |           |           |           |     |                                                                               |                                                                               |                                                                               |                                                                               |                                                                               |                                                                               |                                                                               |     |     |                          |                          |                          |                          |                          |                          |                                              |                                              |                                              |                                              |                                              |                                              |                                              |                                             |                                             |                                             |                                             |
| الوثب الطويل    | ●         | ●         |           | ●   |                                                                               |                                                                               |                                                                               |                                                                               |                                                                               | ●                                                                             | ●                                                                             |     |     |                          |                          |                          | >>                       | >>                       | ●                        |                                              |                                              |                                              |                                              |                                              |                                              |                                              |                                             |                                             | ●                                           | ●                                           |
| رمي الجلة       | >>        | ●         |           | ●   | ●                                                                             | ●                                                                             | ●                                                                             | ●                                                                             | ●                                                                             | ●                                                                             |                                                                               | ●   | ●   |                          |                          |                          |                          |                          |                          |                                              |                                              |                                              | ●                                            |                                              | >>                                           | ●                                            |                                             |                                             |                                             |                                             |
| رمي القرص       | ●         |           |           |     |                                                                               |                                                                               |                                                                               |                                                                               |                                                                               | >>                                                                            | ●                                                                             | >>  | ●   |                          |                          |                          |                          |                          |                          | >>                                           | >>                                           | ●                                            | >>                                           | ●                                            | >>                                           | ●                                            |                                             | >>                                          |                                             | ●                                           |
| رمي الرمح       |           | >>        | ●         |     |                                                                               | >>                                                                            | ●                                                                             |                                                                               |                                                                               |                                                                               |                                                                               |     |     |                          |                          |                          | >>                       | ●                        |                          |                                              |                                              | >>                                           | ●                                            | >>                                           | ●                                            |                                              |                                             |                                             |                                             |                                             |
| رمي العصا       |           |           |           |     | ●                                                                             |                                                                               |                                                                               |                                                                               |                                                                               |                                                                               |                                                                               |     |     |                          |                          |                          |                          |                          |                          | ●                                            |                                              |                                              |                                              |                                              |                                              |                                              |                                             |                                             |                                             |                                             |

- ID : تصنيفات ذوي الإعاقة الذهنية
- RG : تصنيف الآخرين (Les Autres)، بما في ذلك التقزم والنمو المحدود
- ● : فعاليات في هذا التصنيف
- >> : يمكن للمتسابقين في هذا التصنيف المشاركة في فعالية التصنيف التالي، على سبيل المثال، يجوز للرياضيين من المستوى T33 التنافس في فعالية التصنيف T34، أو يجوز للرياضيين من المستوى T35 والمستوى T36 التنافس في فعالية T37.

## الدول المشاركة
اعتبارًا من يونيو 2021.
- الجزائر (22)
- أنغولا (2)
- الأرجنتين (11)
- أستراليا (41)
- النمسا (3)
- أذربيجان (12)
- البحرين (2)
- بلجيكا (4)
- برمودا (1)
- بيلاروس (5)
- بوتان (2)
- البوسنة والهرسك (1)
- بوتسوانا (2)
- البرازيل (64)
- بلغاريا (3)
- بوروندي (2)
- كمبوديا (1)
- الكاميرون (2)
- كندا (15)
- الرأس الأخضر (1)
- جمهورية إفريقيا الوسطى (1)
- تشيلي (3)
- الصين (66)
- تايبيه الصينية (2)
- كولومبيا (19)
- كوستاريكا (3)
- كرواتيا (10)
- كوبا (7)
- قبرص (1)
- جمهورية التشيك (6)
- الدنمارك (2)
- جمهورية الدومينيكان (2)
- تيمور الشرقية (1)
- الإكوادور (8)
- مصر (3)
- السلفادور (1)
- إستونيا (1)
- إثيوبيا (2)
- فيجي (1)
- فنلندا (5)
- فرنسا (21)
- ألمانيا (27)
- جورجيا (1)
- غانا (1)
- بريطانيا العظمى (50)
- اليونان (15)
- غرينادا (1)
- غواتيمالا (2)
- غينيا (2)
- هونغ كونغ (2)
- المجر (3)
- آيسلندا (2)
- الهند (24)
- إندونيسيا (7)
- إيران (16)
- العراق (7)
- جزيرة أيرلندا (8)
- إسرائيل (1)
- إيطاليا (10)
- ساحل العاج (2)
- جامايكا (2)
- اليابان (43) (الدولة المضيفة)
- الأردن (1)
- كازاخستان (2)
- كينيا (7)
- الكويت (3)
- لاتفيا (4)
- لبنان (1)
- ليسوتو (1)
- ليبيا (1)
- ليتوانيا (4)
- لوكسمبورغ (1)
- ماليزيا (5)
- مالي (2)
- موريشيوس (3)
- المكسيك (24)
- مولدوفا (2)
- منغوليا (2)
- الجبل الأسود (2)
- المغرب (19)
- موزمبيق (2)
- ناميبيا (3)
- هولندا (17)
- نيوزيلندا (7)
- نيكاراغوا (1)
- نيجيريا (5)
- النرويج (2)
- سلطنة عمان (2)
- باكستان (2)
- فلسطين (1)
- بنما (2)
- بابوا غينيا الجديدة (1)
- باراغواي (1)
- بيرو (4)
- الفلبين (2)
- بولندا (34)
- البرتغال (10)
- بورتوريكو (2)
- قطر (2)
- Refugee Paralympic Team (1)
- رومانيا (2)
- روسيا (69)
- رواندا (2)
- السعودية (5)
- السنغال (2)
- صربيا (4)
- سنغافورة (1)
- سلوفينيا (1)
- سلوفاكيا (3)
- جزر سليمان (1)
- جنوب إفريقيا (17)
- كوريا الجنوبية (2)
- إسبانيا (20)
- سريلانكا (5)
- السويد (3)
- سويسرا (8)
- سوريا (1)
- تايلاند (12)
- ترينيداد وتوباغو (2)
- تونس (24)
- تركيا (8)
- أوغندا (2)
- أوكرانيا (31)
- الإمارات العربية المتحدة (4)
- الولايات المتحدة (61)
- أوزبكستان (16)
- فانواتو (1)
- فنزويلا (14)
- فيتنام (2)
- زامبيا (1)
- زيمبابوي (1)

## الجدول
| ● | النهائيات |

| أغسطس / سبتمبر   | 27 | 28 | 29 | 30 | 31 | 1   | 2   | 3   | 4   | 5   |
| ---------------- | -- | -- | -- | -- | -- | --- | --- | --- | --- | --- |
| النهائي          | 13 | 16 | 19 | 16 | 21 | 17  | 18  | 17  | 25  | 5   |
| المجموع التراكمي | 13 | 29 | 48 | 64 | 85 | 102 | 120 | 137 | 162 | 167 |

## جدول الميداليات
مُنحت ميداليتين فضيتين نظرًا لتقاسم المركز الثاني في مسابقة الوثب العالي T47 للرجال في ألعاب القوى. ولم تُمنح أي ميدالية برونزية نتيجة لذلك.
منحت ميداليتين برونزيتين لصاحب المركز الثالث في منافسات ألعاب القوى في سباق 100 متر للرجال T64.
بسبب استبعاد اثنين من المشاركين، لم تُمنح الميدالية البرونزية في سباق 100 متر سيدات T11 لألعاب القوى.
المصدر (167 ذهبية، 168 فضية، 166 برونزية): 
  *   البلد المضيف (مضيف)
| المرتبة | NPC                      | ذهبية | فضية | برونزية | المجموع |
| ------- | ------------------------ | ----- | ---- | ------- | ------- |
| 1       | الصين                    | 27    | 13   | 11      | 51      |
| 2       | RPC                      | 12    | 13   | 13      | 38      |
| 3       | الولايات المتحدة         | 10    | 17   | 14      | 41      |
| 4       | بريطانيا العظمى          | 9     | 5    | 10      | 24      |
| 5       | البرازيل                 | 8     | 9    | 11      | 28      |
| 6       | سويسرا                   | 7     | 3    | 2       | 12      |
| 7       | أوكرانيا                 | 6     | 15   | 3       | 24      |
| 8       | إيران                    | 5     | 6    | 0       | 11      |
| 9       | بولندا                   | 5     | 3    | 3       | 11      |
| 10      | أوزبكستان                | 5     | 2    | 2       | 9       |
| 11      | أستراليا                 | 4     | 7    | 8       | 19      |
| 12      | ألمانيا                  | 4     | 5    | 6       | 15      |
| 13      | تونس                     | 4     | 5    | 2       | 11      |
| 14      | المغرب                   | 4     | 4    | 2       | 10      |
| 15      | إسبانيا                  | 4     | 4    | 1       | 9       |
| 16      | تايلاند                  | 4     | 2    | 3       | 9       |
| 17      | أذربيجان                 | 4     | 1    | 1       | 6       |
| 17      | كوبا                     | 4     | 1    | 1       | 6       |
| 19      | الجزائر                  | 3     | 4    | 3       | 10      |
| 20      | اليابان                  | 3     | 3    | 6       | 12      |
| 21      | هولندا                   | 3     | 2    | 3       | 8       |
| 22      | نيوزيلندا                | 3     | 2    | 2       | 7       |
| 23      | فنزويلا                  | 3     | 2    | 1       | 6       |
| 24      | جنوب إفريقيا             | 3     | 1    | 2       | 6       |
| 25      | كندا                     | 2     | 4    | 2       | 8       |
| 26      | المكسيك                  | 2     | 1    | 5       | 8       |
| 27      | الهند                    | 1     | 5    | 2       | 8       |
| 28      | إيطاليا                  | 1     | 4    | 4       | 9       |
| 29      | كولومبيا                 | 1     | 3    | 7       | 11      |
| 30      | فرنسا                    | 1     | 3    | 4       | 8       |
| 31      | فنلندا                   | 1     | 3    | 1       | 5       |
| 32      | اليونان                  | 1     | 2    | 1       | 4       |
| 33      | بلجيكا                   | 1     | 1    | 2       | 4       |
| 34      | كوستاريكا                | 1     | 1    | 0       | 2       |
| 35      | الإكوادور                | 1     | 0    | 2       | 3       |
| 35      | نيجيريا                  | 1     | 0    | 2       | 3       |
| 37      | سريلانكا                 | 1     | 0    | 1       | 2       |
| 38      | تشيلي                    | 1     | 0    | 0       | 1       |
| 38      | جزيرة أيرلندا            | 1     | 0    | 0       | 1       |
| 38      | إثيوبيا                  | 1     | 0    | 0       | 1       |
| 38      | المجر                    | 1     | 0    | 0       | 1       |
| 38      | ماليزيا                  | 1     | 0    | 0       | 1       |
| 38      | الأردن                   | 1     | 0    | 0       | 1       |
| 38      | باكستان                  | 1     | 0    | 0       | 1       |
| 38      | النرويج                  | 1     | 0    | 0       | 1       |
| 46      | الأرجنتين                | 0     | 2    | 3       | 5       |
| 47      | كرواتيا                  | 0     | 2    | 2       | 4       |
| 48      | بلغاريا                  | 0     | 2    | 0       | 2       |
| 49      | لاتفيا                   | 0     | 1    | 2       | 3       |
| 50      | الإمارات العربية المتحدة | 0     | 1    | 1       | 2       |
| 50      | الكويت                   | 0     | 1    | 1       | 2       |
| 50      | ناميبيا                  | 0     | 1    | 1       | 2       |
| 50      | العراق                   | 0     | 1    | 1       | 2       |
| 54      | صربيا                    | 0     | 1    | 0       | 1       |
| 55      | جمهورية التشيك           | 0     | 0    | 2       | 2       |
| 56      | الدنمارك                 | 0     | 0    | 1       | 1       |
| 56      | بيلاروس                  | 0     | 0    | 1       | 1       |
| 56      | قطر                      | 0     | 0    | 1       | 1       |
| 56      | كينيا                    | 0     | 0    | 1       | 1       |
| 56      | إندونيسيا                | 0     | 0    | 1       | 1       |
| 56      | سلطنة عمان               | 0     | 0    | 1       | 1       |
| 56      | البرتغال                 | 0     | 0    | 1       | 1       |
| 56      | سلوفاكيا                 | 0     | 0    | 1       | 1       |
| 56      | أوغندا                   | 0     | 0    | 1       | 1       |
| 56      | السعودية                 | 0     | 0    | 1       | 1       |
| المجموع | المجموع                  | 167   | 168  | 166     | 501     |

## وصلات خارجية
- كتاب النتائج نسخة محفوظة 5 September 2021 على موقع واي باك مشين.